# Helene Wessel
Helene Wessel (Dortmund, 6 de julio de 1898-Bonn, 13 de octubre de 1969) fue una política alemana del Partido de Centro y miembro del Consejo Parlamentario, el gremio que redactó la Ley Fundamental para la República Federal de Alemania. Sin embargo, en la votación final del Ley Fundamental votó en contra de este porque pensaba que no contenía suficientes derechos fundamentales relacionados al Estado social ni suficientes valores cristianos. Participó en la refundación del Partido de Centro en 1945.

## Biografía
Helene Wessel nace el 6 de julio de 1898 como hija de un maquinista. Su padre es miembro del Partido de Centro. Muere en 1905. Helene Wessel está de aprendiz como empleada de comercio y después asiste a una escuela de comercio. De 1915 a 1928 tiene un puesto de trabajo en el Partido de Centro. Organiza luchas electorales y cursos y trabaja de cajera para el partido. En 1919 se afilia al Partido de Centro. En 1923 y 1924 asiste a una escuela para asistencia social. Después de graduarse trabaja como asistente social en Dortmund.
En 1924 es elegida miembro de la ejecutiva del Partido de Centro. En 1928 se convierte en miembro del Parlamento de Prusia, puesto que tiene hasta 1933. Se compromete sobre todo en la política social. Cuando los nacionalsocialistas suben al poder, Wessel se retira de la política y trabaja en asociaciones católicas. En 1934 se convierte en empleada de oficina de un hospital. De 1939 a 1945 es asistente social jefe en una asociación católica para niños y mujeres en Dortmund.
En 1945 participa en la refundación del Partido de Centro, que en 1946 recibe el permiso del Gobierno de la zona de ocupación británica. Helene Wessel se compromete sobre todo en la política educativa y cultural y hasta 1949 publica un periódico, el «Neuer Westfälischer Kurier». Allí critica la Unión Demócrata Cristiana de Alemania (CDU), que para ella es un partido de nacionalistas. Sigue trabajando como asistente social. En 1946 publica dos libros sobre la democracia en Alemania («Der Weg der deutschen Demokratie» y «Von der Weimarer Republik zum demokratischen Volksstaat»).
De 1946 a 1950 es miembro del Parlamento de Renania del Norte-Westfalia.
En 1948 se convierte en miembro del Consejo Parlamentario y participa en la redacción de la Ley Fundamental para la República Federal de Alemania. Allí es secretaria, miembro de la comisión para la delimitación de competencias y miembro de la comisión para el reglamento. Sin embargo, en la votación final rechaza la Ley Fundamental porque piensa que no contiene suficientes valores cristianos ni suficientes derechos fundamentales relacionados al Estado social.
En 1949 Helene Wessel se convierte en miembro del Parlamento federal, el Bundestag, y en jefa del Partido de Centro. Es la primera mujer que es jefa de un partido en la historia alemana. El mismo año también se convierte en presidenta del grupo parlamentario del Partido de Centro en el Bundestag.
En 1951 aboga, junto con Gustav Heinemann y en contra de su partido, por impedir el rearme de Alemania del Oeste después de la Segunda Guerra Mundial. Por las disputas que suscita su actitud dimite como jefa del partido. El 12 de noviembre de 1952 sale del Partido de Centro. El 29 y 30 de noviembre del mismo año Wessel y Heinemann fundan otro partido, el Partido Popular Panalemán (Gesamtdeutsche Volkspartei, GVP). Por eso y por salir del Partido de Centro, Wessel pierda su escaño en el Bundestag. En 1957 el Partido Popular Panalemán se disuelve y Wessel se afilia al Partido Socialdemócrata de Alemania (SPD). De 1957 a 1969 es miembro del Bundestag otra vez. Se declara en contra de la Ley de Emergencia por las consecuencias que tenía una ley similar, la Ley Habilitante de Hitler, para Alemania.
Muere el 13 de enero de 1969 en Bonn acausa de una grave enfermedad.